# Гіркокаштанові
Гіркокаштанові (Hippocastanoideae) — підродина квіткових рослин сапіндових. Раніше цю групу розглядали як окремі родини Aceraceae і Hippocastanaceae. Молекулярно-філогенетичні дослідження Harrington et al. (2005) показав, що хоча і Aceraceae, і Hippocastanaceae самі по собі є монофілетичними, їх видалення з Sapindaceae sensu lato залишило б Sapindaceae sensu stricto парафілетичною групою, особливо щодо роду Xanthoceras.
Найпоширенішими родами є Acer (клен) і Aesculus (гіркокаштан). Особливістю підродини є пальчасті складні листки.